# Chaetoderma
Chaetoderma is een geslacht van schildvoetigen uit de  familie van de Chaetodermatidae.

## Soorten
- Chaetoderma abidjanense Scheltema, 1976
- Chaetoderma afanasjevi Ivanov, 1986
- Chaetoderma akkesiense Okuda, 1943
- Chaetoderma araucanae Osorio & Tarifeño, 1976
- Chaetoderma argenteum Heath, 1911
- Chaetoderma bacillum Heath, 1918
- Chaetoderma californicum Heath, 1911
- Chaetoderma callosum (Ivanov, 1984)
- Chaetoderma canadense Nierstrasz, 1902
- Chaetoderma chistikovi (Ivanov, 1986)
- Chaetoderma elegans Scheltema, 1998
- Chaetoderma eruditum Heath, 1911
- Chaetoderma felderi Ivanov & Scheltema, 2007
- Chaetoderma galiciense Señarís, García-Álvarez & Urgorri, 2016
- Chaetoderma glaciale (Ivanov, 1986)
- Chaetoderma hancocki (Schwabl, 1963)
- Chaetoderma hawaiiense Heath, 1911
- Chaetoderma intermedium Knipowitsch, 1896
- Chaetoderma japonicum Heath, 1911
- Chaetoderma kafanovi (Ivanov, 1984)
- Chaetoderma lucidum Heath, 1918
- Chaetoderma luitfredi (Ivanov in Scarlato, 1987)
- Chaetoderma majusculum Scheltema, 1976
- Chaetoderma marinae (Ivanov in Scarlato, 1987)
- Chaetoderma marinellii (Schwabl, 1963)
- Chaetoderma marioni (Stork, 1941)
- Chaetoderma marisjaponicum Saito & Salvini-Plawen, 2014
- Chaetoderma militare Selenka, 1885
- Chaetoderma moskalevi Ivanov, 1986
- Chaetoderma nanulum Heath, 1911
- Chaetoderma nitens Möbius, 1876
- Chaetoderma nitidulum Lovén, 1844
- Chaetoderma odhneri (Stork, 1941)
- Chaetoderma orientale (Stork, 1941)
- Chaetoderma pacificum (Schwabl, 1963)
- Chaetoderma pellucidum Ivanov in Scarlato, 1987
- Chaetoderma productum Wirén, 1892
- Chaetoderma recisum (Schwabl, 1963)
- Chaetoderma robustum Heath, 1911
- Chaetoderma salviniplaweni Ivanov, 1984
- Chaetoderma scabrum Heath, 1911
- Chaetoderma scheltemae (Ivanov, 1984)
- Chaetoderma sibogae (Stork, 1941)
- Chaetoderma simplex Salvini-Plawen, 1971
- Chaetoderma squamosum Heath, 1918
- Chaetoderma tetradens (Ivanov, 1981)
- Chaetoderma usitatum Scheltema, 1989
- Chaetoderma vadorum Heath, 1918